# Heimo Rau

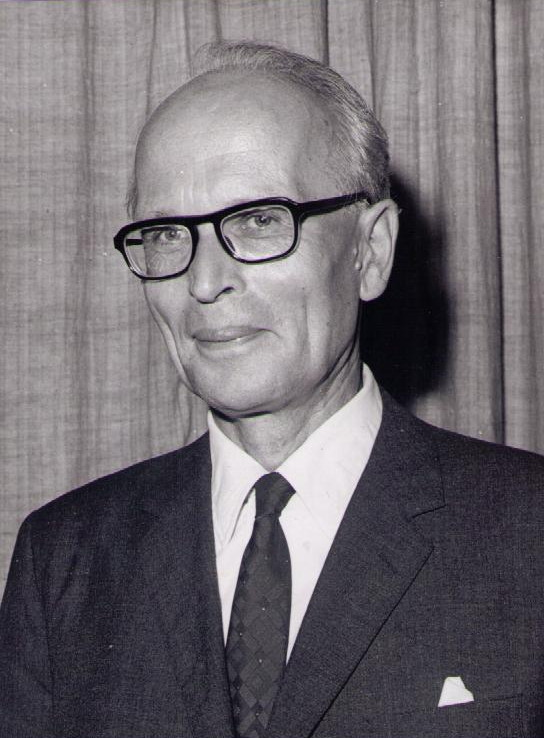
Heimo Rau, 1972

Heimo Rau (* 30. Dezember 1912 in Breslau; † 30. Dezember 1993 in Filderstadt) war ein deutscher Indologe.

## Leben
Heimo Rau wurde als Sohn des Stadtbaurats Ernst Rau und seiner Ehefrau Hedwig geb. Czeschka Edle von Mährental aus der Steiermark geboren und wuchs in Breslau auf. Da beide Eltern Schüler Rudolf Steiners waren, wurde er in der entstehenden Breslauer Christengemeinschaft getauft. Nach dem Abitur begann er eine Regisseur-Ausbildung am Max-Reinhardt-Seminar in Wien und studierte zusätzlich an der Universität Kunstgeschichte, Indologie, Archäologie und Germanistik. Nachdem er seinen Plan, Regisseur zu werden, fallen ließ promovierte er 1935 über den frühbuddhistischen Stupa-Bau von Sanchi in Madhya Pradesh, Zentralindien. Diese Arbeit legte den Grundstein für sein weiteres Leben. Nach einer längeren Studienreise durch den Balkan und in die Türkei wurde er 1938 Assistent an der Indischen Abteilung des Völkerkundemuseums in Berlin.
1940 heiratete er Herta Wehnert. Kurz darauf wurde er zum Kriegsdienst eingezogen, kehrte aber aufgrund seines Gelenkrheumatismus schon bald nach Deutschland zurück. Sie hatten insgesamt vier Kinder: drei Töchter und einen Sohn, wovon eine Tochter und der Sohn bald nach der Geburt verstarben.
Von 1946 bis 1960 übte er verschiedene Lehrtätigkeiten an der Waldorf- und an der Volkshochschule in Stuttgart aus. Dies und seine anhaltenden Studienreisen führten zu den ersten Veröffentlichungen von Kunstbüchern und Reiseführern.
Ende 1960 zog er nach Neu-Delhi in Indien und begründete dort das deutsche Kulturinstitut, 1962 auch die Zweigstelle des Südasien-Instituts der Universität Heidelberg. Zusätzlich wurde er Regionalbeauftragter des Goethe-Instituts für Südasien.
Nachdem er und seine Familie 1966 nach Deutschland zurückkehrten, habilitierte er 1968 an der Universität Heidelberg. 1969 baute er das Max-Müller-Bhavan-(Goethe)-Institut in Bombay auf und leitete es bis 1973. Im weiteren Verlauf seines Lebens dozierte er zur Kunstgeschichte Süd- und Südostasiens an den Universitäten Neu-Delhi und Heidelberg.

## Schriften (Auswahl)
- Indische Maler der Gegenwart. Staackmann, München 1969, ISBN 978-3-88675-174-7
- Gandhi, Mahatma: In Selbstzeugnissen und Bilddokumenten. Rowohlt, Reinbek 1970, ISBN 978-3-499-50172-2
- Indien: Kunst- und Reiseführer mit Landeskunde. Kohlhammer, Stuttgart 1978, ISBN 978-3-17-010263-7
- Nepal: Kunst- und Reiseführer. Kohlhammer, Stuttgart 1984, ISBN 978-3-17-007925-0

## Hörbücher
- Gandhi. Gelesen von Wolfgang Schmidt und Michael Hametner. Universal Music, Berlin 2006, ISBN 978-3-8291-1639-8.